# Блэр, Зак
Зак Блэр (англ. Zach Blair; род. 26 декабря 1974, Шерман, Техас, США) — гитарист и бэк-вокалист чикагской панк-рок-группы Rise Against. Зак является вегетарианцем и участником организации PETA.

## Музыкальная карьера
C 1999-го по 2002-й Зак играл в группе GWAR; выступал он в качестве хтонического демона Флаттуса Максимуса (Flattus Maximus). В бытность свою членом GWAR Блэр принял участие в записи двух альбомов – "You're All Worthless and Weak" 2000-го и "Violence Has Arrived" 2001-го.
Ещё до вступления в ряды Rise Against Зак выступал в хардкор-панк группе Only Crime; в этой же группе выступал его брат, Дони Блэр (Doni Blair) – ныне работающий в "Toadies". В "Only Crime" Блэр работал с 2003-го по 2007-й и поработать успел над двумя альбомами – "To the Nines" и "Virulence".
"Only Crime" был отнюдь не единственным проектом, над котором Зак и Дони работали вместе – в своё время Блэры основали команды "Hagfish" и "Armstrong". C "Armstrong" Блэр проработал сравнительно недолго – фактически, над одним лишь альбомом; "Hagfish" же к текущему моменту является наиболее долгим его проектом – там Зак играл с 1991-го по 2001-й.
Некоторое время Блэр был вторым гастрольным гитаристом группы "The Loved Ones" и вторым же гитаристом инструментального коллектива 'The Mag Seven'; впрочем, к последним Зак примкнул ненадолго – фактически, лишь на время записи альбома "The Future Is Ours, If You Can Coun"'.
В Rise Against Зак Блэр пришёл в 2007-м; до него штатными гитаристами группы числились поочередно Мистер Пресижн (Mr Precision), Тодд Мони (Todd Mohney) и Крис Чейс (Chris Chasse).
Первым диском группы, в записи которого принял участие Блэр, стал поступивший в продажу 7 октября 2008-го пятый их студийный альбом, Appeal to Reason. Вместе с Заком Rise Against, выпустили альбом в 15 марта 2011 года Endgame и альбом 15 июля 2014 года The Black Market.

## Личная жизнь
На данный момент Блэр проживает в Остине (Техас). Как и его коллеги по Rise Against, Тим Макилрот и Джо Принсайп, Блэр является ярым стрэйт-эджером. Зак – вегетарианец и борец за права животных; неоднократно на концертах Rise Against он со сцены рассказывал о движении "Люди за этичное обращение с животными".

### Гитары
За свою музыкальную карьеру Зак Блэр сменил немало гитар – преимущественно разных вариаций Gibson Les Paul. Известно, что на задней стороне его Gibson Les Paul Standard прилеплена наклейка с Биллом Хиксом и нарисованы череп и кости.